# Ariassos
Ariassos war eine antike Stadt in der kleinasiatischen Landschaft Pisidien beim heutigen Yürükbademlisi in der Türkei.
Die Stadt wird nur in wenigen literarischen Quellen erwähnt. Auf ein spätantikes Bistum geht das Titularbistum Ariassus der römisch-katholischen Kirche zurück. Die Lokalisierung von Ariassos ist durch eine dort gefundene Inschrift gesichert. Die Stadt lag auf zwei Hügeln. Auf dem westlichen Hügel sind Reste einer Stadtmauer erhalten, auf beiden Hügeln Gräber und Ruinen von Gebäuden.